# 马尔本
马尔本（德語：Malbun，德語發音：[malˈbuːn]）是列支敦士登特里森貝格的一個村莊。馬爾本是列支敦士登唯一的滑雪度假地，海拔高度1,600米，距奧地利國境只有兩公里。